# Daejeon Hana Citizen FC
Daejeon Citizen FC (hangul: 대전 시티즌 프로축구단) är en fotbollsklubb i Daejeon, Sydkorea. Laget spelar i den sydkoreanska andradivisionen K League Challenge efter nedflyttning 2015 och spelar sina hemmamatcher på Daejeon World Cup Stadium.

## Historia
Klubben bildades 1997 och vann sin första titel efter att ha besegrat Pohang Steelers i FA-cupfinalen 2001. År 2002 förlorade de supercupfinalen och 2004 kom de tvåa i ligacupen, båda efter Seongnam Ilhwa Chunma.
I ligan har Daejeon som högst nått en sjätte plats, detta säsongerna 2003 och 2007. Säsongen 2013 slutade klubben sist i ligan och flyttades ner till den nyligen etablerade andradivisionen K League Challenge. De blev mästare i Challenge 2014 och flyttades därmed direkt tillbaka upp till K League Classic. Säsongen 2015 slutade de däremot återigen sist i högsta divisionen och blev nedflyttade på nytt.

## Klubbrekord

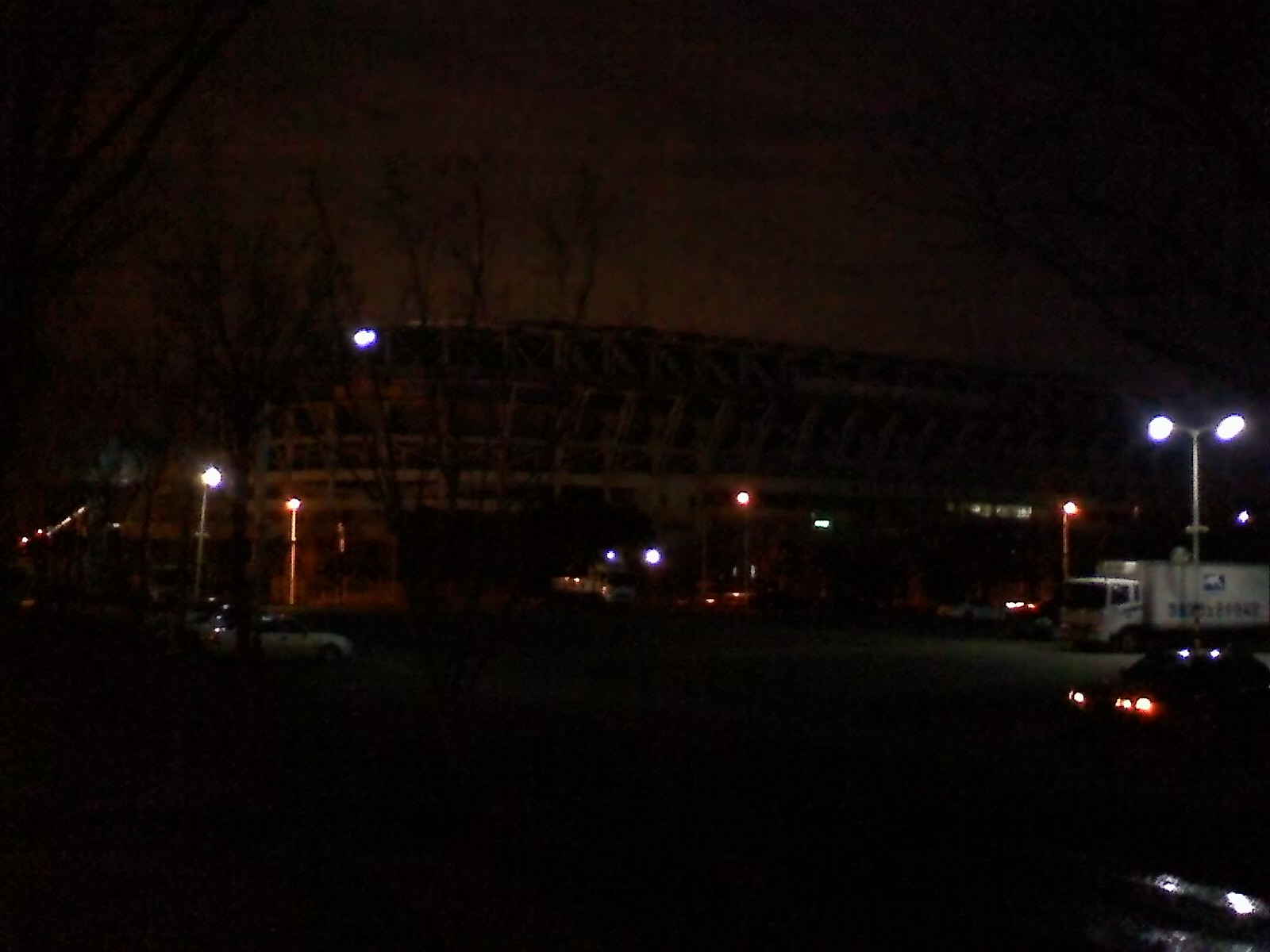
Utsidan på Daejeon World Cup Stadium.

### Säsonger
| Säsong | Division | Placering | Säsong | Division | Placering | Säsong | Division | Placering |
| ------ | -------- | --------- | ------ | -------- | --------- | ------ | -------- | --------- |
| 1997   | 1        | 7         | 2005   | 1        | 8         | 2013   | 1        | 14        |
| 1998   | 1        | 9         | 2006   | 1        | 10        | 2014   | 2        | 1         |
| 1999   | 1        | 8         | 2007   | 1        | 6         | 2015   | 1        | 12        |
| 2000   | 1        | 8         | 2008   | 1        | 13        |        |          |           |
| 2001   | 1        | 10        | 2009   | 1        | 9         |        |          |           |
| 2002   | 1        | 10        | 2010   | 1        | 13        |        |          |           |
| 2003   | 1        | 6         | 2011   | 1        | 15        |        |          |           |
| 2004   | 1        | 11        | 2012   | 1        | 13        |        |          |           |

### Meriter
- Korean FA Cup
  - Mästare (1): 2001

- Korean Super Cup
  - Tvåa (1): 2002

- Korean League Cup
  - Tvåa (1): 2004

- K League Challenge
  - Mästare (1): 2014

## Tränare
| Säsong(er) | Namn          | Säsong(er) | Namn          | Säsong(er) | Namn          |
| ---------- | ------------- | ---------- | ------------- | ---------- | ------------- |
| 1997–00    | Kim Ki-bok    | 2009–11    | Wang Sun-Jae  | 2013–15    | Cho Jin-ho    |
| 2001–02    | Lee Tae-ho    | 2011       | Shin Jin-won  | 2015–      | Choi Moon-sik |
| 2003–07    | Choi Yun-kyum | 2011–12    | Yoo Sang-chul |            |               |
| 2007–09    | Kim Ho        | 2013       | Kim In-wan    |            |               |